# ブエノチキン
ブエノチキンは沖縄県浦添市の鶏の丸焼き専門店。および、販売されている鶏の丸焼きの名称。
新たな沖縄名物として注目を集めている（2023年時点）。

## 概要
沖縄県産若鶏（やんばる若鶏）の中にニンニクを詰め、酢、ハーブ、ニンニクを使った特製タレに漬け込み、ロースター内で回転させながら焼いたものである。地元の家族連れ、カップル、お年寄りから観光客といった幅広い層に人気が高い。
世界のブエノチキン合同会社（浦添市）が唯一の店舗「沖縄丸鶏製造所ブエノチキン」を経営し、通信販売も行っている。

## 歴史
アルゼンチンへの移民を経験した男性が、1970年代半に沖縄県に戻り、アルゼンチン料理を元に南米風の独自の味付けを考案し、沖縄県宜野湾市に店をオープンした。店名と商品名の「ブエノチキン」はアルゼンチンの首都であるブエノスアイレスにちなんだものである。
1982年に浦添市の支店を自営で食品販売をしていた幸喜孝英が譲り受け、のれん分けの形で持ち帰り専門店として開業したのが、本項のブエノチキンとなる。なお、1982年は娘・朝子の生まれた年でもある。当初は地元客を顧客として営業を行っていた。
後に社長となる浅野朝子は、那覇市の広告会社に勤めていたが、会社を辞め2012年から父親の店を手伝うようになった。その当時、クリスマスシーズンの繁忙期以外の店では閑古鳥が鳴いているような状態だった。また、焼き上げるのに2時間近くかかるため、急に大量の客が来た場合などに売り切れとなって、販売機会を失うことも多かった。
通販事業は既に行っていたが、ヨレヨレの袋やアルミホイルで包んでいたものだった。浅野は、これをデザインされたしっかりとした包装箱に切り替える。通販に力を入れたことで、クリスマスシーズンには注文は大量になったが、当時、浅野と両親の3人でやっていたため、両親は根を上げてしまい、製造スタッフを増やして、数多くの注文に対応できるような体制を整えていくことになる。
浅野は店内にイートインコーナーを設け、2014年にはオンラインでの通信販売を開始した。
2017年8月期に2700万円だった売上高は、2020年8月期に1億円を突破するほどの成長を見せ、同時に初の黒字となった。新型コロナウイルス禍の影響が薄らいだ2022年9月期には1億4000万円まで売上高が増えている。
2022年9月、浦添市内の新店舗に移転する。
2023年時点では、1日の売り上げを約350羽の販売に絞っている。これについて、社長の浅野は「たくさん売ると、忙しくて従業員から笑顔が消えてしまう」と話している。

## コラボ
さまざまな会社からコラボの打診があるが、浅野の意向で「自分が身近で触れていて、いいと思ったもの」しかコラボを許可していない。
- オリオンビール - オリオンビールのECサイトでブエノチキンの通信販売が行える[4]。
- エイアンドダブリュ沖縄 - 2023年にコラボメニュー「デージゴーリックバーガー」「デージゴーリックブエノサンド」が限定販売された。ガレッジセールのゴリがプロデューサーと商品開発を行っており、1日店長も務めた[5]。

## その他
- 従業員は25人で、そのうちパートが約20人[1]。パートの時給は、近隣の相場を上回る額であるが、学校行事などによる休日取得は積極的に推奨している[1]。
- 通信販売は「おトリ寄せ」と呼んでいる。広告会社でコピーライターをしていた浅野朝子による発案[1]。
- 「チキン野郎」と大書したオリジナルTシャツを製作した[1]。
- 社長の名刺には「浅野ブエコ朝子」とミドルネームが記載されている。ブエノチキンの申し子の意味である[1]。